# قره سقال سفلی
قره سقال سفلی یک روستا در ایران است که در دهستان قشلاق جنوبی واقع شده‌است. قره سقال سفلی ۲۰ نفر جمعیت دارد.